# Robert Yeoman
Robert Yeoman (Filadélfia, 10 de março de 1951) é um diretor de fotografia estadunidense. Foi indicado ao Oscar de melhor fotografia na edição de 2015 pelo trabalho na obra The Grand Budapest Hotel.

## Filmografia
- Permanent Midnight (1998)
- Rushmore (1998)
- Dogma (1999)
- Down to You (2000)
- Beautiful (2000)
- Double Whammy (2001)
- CQ (2001)
- The Royal Tenenbaums (2001)
- The Life Aquatic with Steve Zissou (2004)
- The Squid and the Whale (2005)
- Red Eye (2005)
- Manolete (2007)
- Hotel Chevalier (2007)
- The Darjeeling Limited (2007)
- Martian Child (2007)
- Yes Man (2008)
- Whip It (2009)
- Get Him to the Greek (2010)
- Bridesmaids (2011)
- Moonrise Kingdom (2012)
- The Heat (2013)
- The Grand Budapest Hotel (2014)
- Love & Mercy (2014)
- Spy (2015)
- Ghostbusters (2016)

## Prêmios e indicações
- Indicado: Oscar de melhor fotografia - The Grand Budapest Hotel (2014)